# 伯尤茨鄉

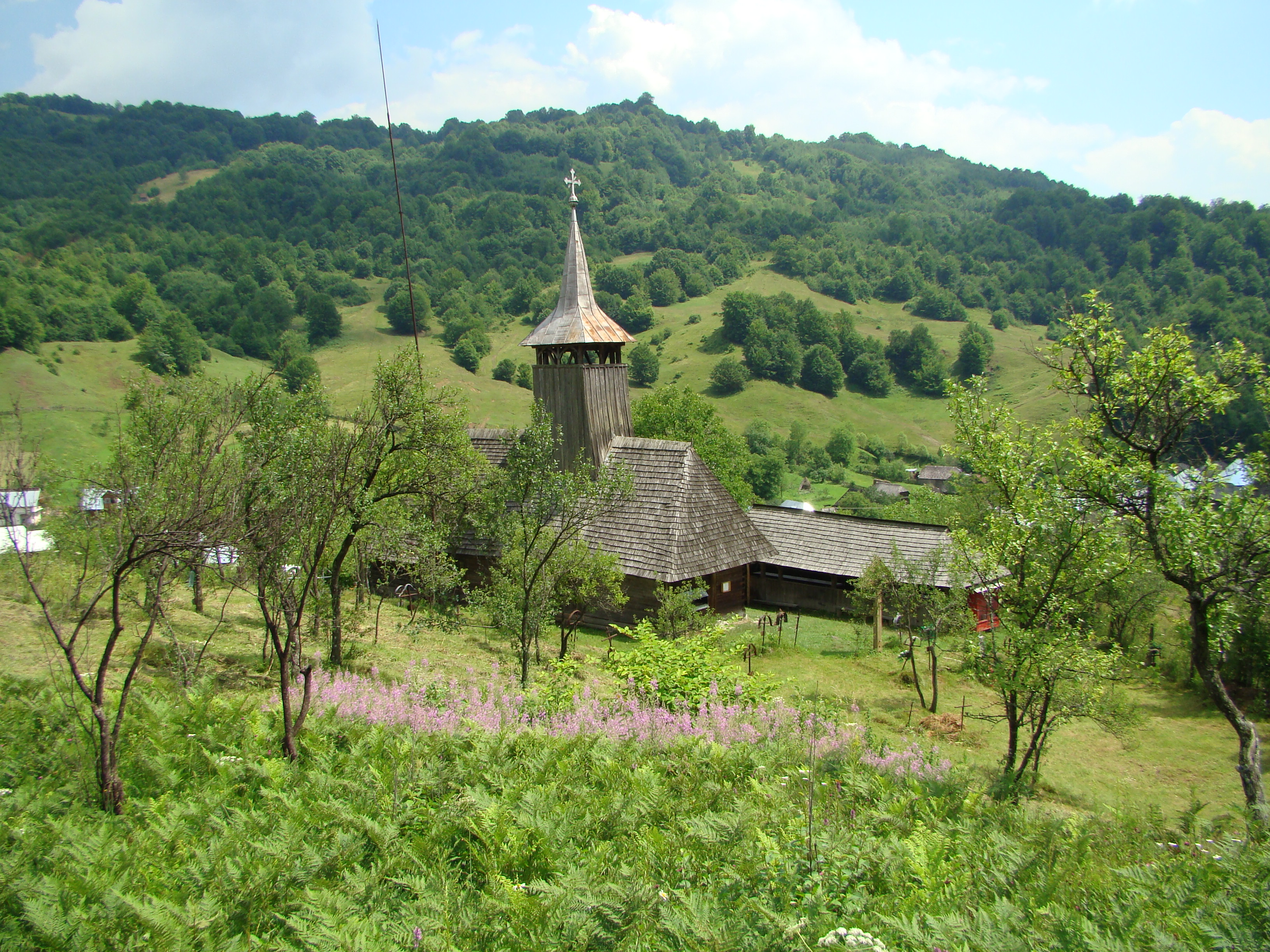

47°37′N 24°00′E / 47.617°N 24.000°E
伯尤茨鄉（羅馬尼亞語：Comuna Băiuț, Maramureș），是羅馬尼亞的鄉份，位於該國西北部，由馬拉穆列什縣負責管轄，面積114平方公里，海拔高度715米，2007年人口2,539，人口密度每平方公里22人。